# Железният театър
„Железният театър“ (на грузински: რკინის თეატრი) е роман, написан от Отар Чиладзе през 1973 година.